# Morgan Beatus

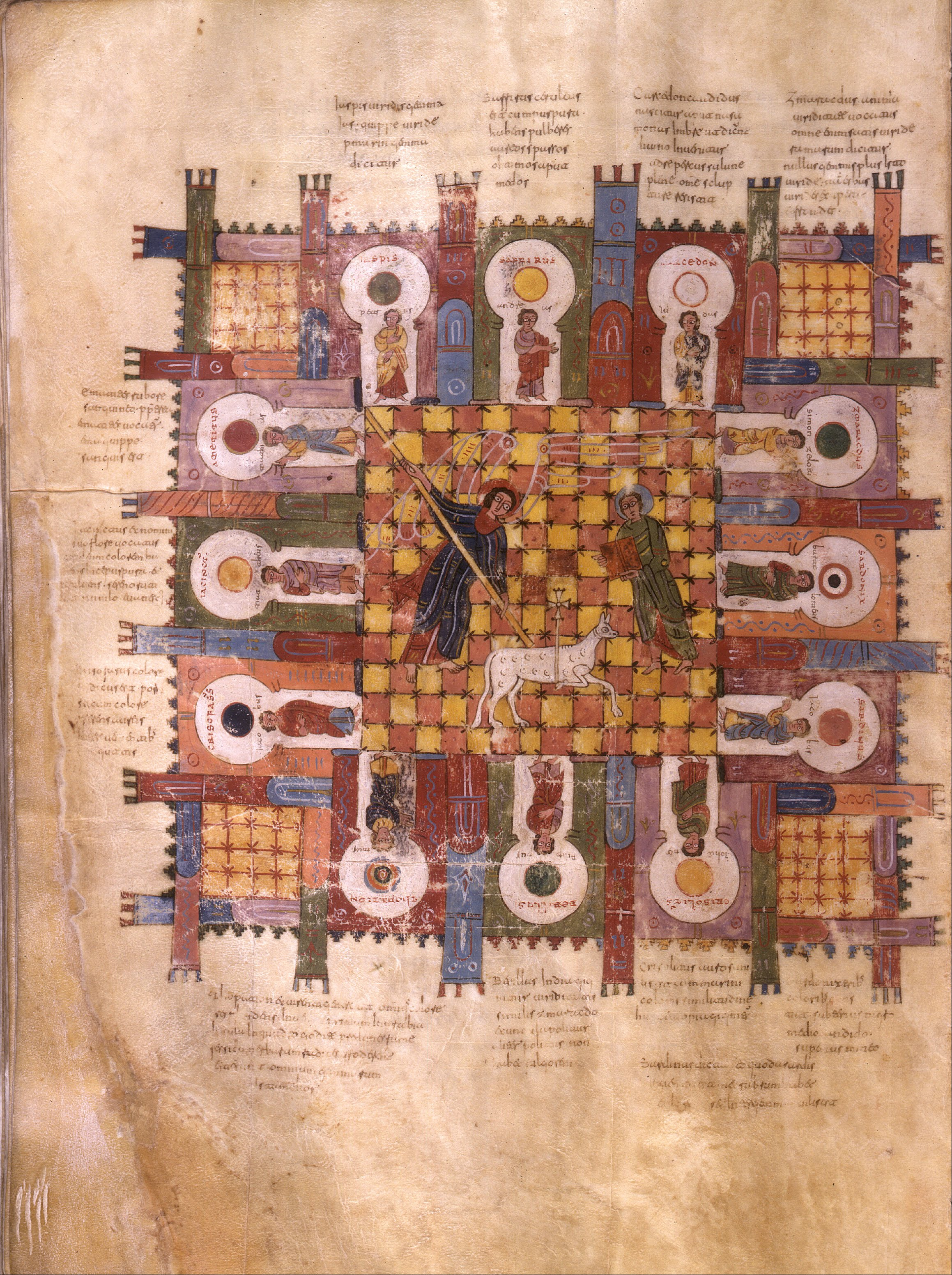
Morgan Beatus, het hemelse Jeruzalem

De Morgan Beatus is een verlucht handschrift met de tekst van een Commentaar op de Apocalyps van Johannes geschreven rond 776 door Beatus van Liébana en waarschijnlijk door hem gereviseerd in 786. Van de originele tekst of uit de periode waarin die geschreven werd, zijn geen exemplaren bewaard gebleven. Het Morganhandschrift, dat nu bewaard wordt in The Morgan Library & Museum als MS M 644 is het oudste, volledige exemplaar met de tekst van Beatus, dat bewaard is gebleven. Het dateert waarschijnlijk van omstreeks het midden van de 10e eeuw, toen de vrees voor een apocalyptisch wereldeinde met de komst van het jaar 1000 weer actueel werd. Uit de tweede helft van de 10e eeuw zijn nog acht andere kopieën van het werk van Beatus van Liébana bewaard gebleven. Men bleef de tekst kopiëren tot in de vroege 13e eeuw. Het laatste werk dat met zekerheid kan gedateerd worden, is van 1220. In totaal zijn er 26 exemplaren van de tekst bewaard gebleven.

## Beschrijving
Het handschrift meet 385 bij 280 mm en bevat 300 perkamenten folia. De tekst werd geschreven in twee kolommen van 34 à 35 lijnen in een Visigotische minuskel. Volgens het colofon op f293r werd het manuscript geschreven en verlucht door een zekere Maius die stierf in Tábara in 968. Het manuscript bevat 68 volbladminiaturen, 48 kleinere miniaturen, en talrijke gekleurde initialen en versieringen in de Mozarabische kunststijl.
Het perkament is van eerder inferieure kwaliteit, vrij dik, grof crèmekleurig langs de vleeszijde en geel langs de haarzijde. Het bevat vrij veel originele beschadigingen en grote elliptische gaten, waar de scribent omheen heeft geschreven.
Het boek werd in 1993 opnieuw ingebonden door Deborah Evetts in twee volumes van 149 en 151 folia.

## Geschiedenis
Het handschrift werd waarschijnlijk geschreven in het klooster van San Salvador de Tábara voor het zusterklooster van San Miguel de Moreruela in León. Het was later in het bezit van het klooster San Miguel de Escalada en in 1566 geschonken aan de militaire orde van Santiago de Uclés door de aartsbisschop van Valencia, Martin Pérez de Ayala. Het komt nog voor in een catalogus van de bibliotheek van de orde uit de 18e eeuw. In de 19e eeuw zou het in het bezit gekomen zijn van Roberto Frasinelli, een boekhandelaar in Madrid. Frasinelli verkocht het handschrift aan Francisque Michel die het op zijn beurt doorverkocht aan graaf Guglielmo Bruto Icilio Timoleone Libri-Carruccidalla Sommaia in 1847. Libri, zoals de graaf meestal genoemd wordt, was een verzamelaar, vervalser en dief die vanaf 1831 in asiel in Frankrijk woonde. Hij doceerde aan de Sorbonne en aan het Collège de France. Hij werd in 1837 benoemd tot ridder van het Légion d’honneur en in 1841 werd hij benoemd tot secretaris van de Catalogue générale des manuscrits des départements. Libri vatte deze buitenkans met beide handen aan en kocht interessante boeken zoals de Beatus en anderzijds hielp hij de publieke verzamelingen door hen te bevrijden van de zorg voor al de ongewenste schatten die ze in deze revolutionaire periode in de schoot geworpen kregen. Het wordt tegenwoordig erkend dat hij manuscripten stal uit de bibliotheken van Dijon, Lyon, Grenoble, Carpentras, Montpellier, Poitiers, Tours, Orléans, Autun en nog vele andere steden en gemeenten, zelfs van de nationale bibliotheek in Parijs. Zijn exorbitante levensstijl bracht hem evenwel in geldgebrek en hij poogde zijn ganse verzameling en bloc te verkopen aan het British Museum in Londen voor £10.000. De overeenkomst sprong op het laatste moment af omdat er twijfels waren gerezen over de herkomst van de werken. De bibliotheek werd dan aangekocht door lord Ashburnham via bemiddeling van de boekhandelaar William Boone, voor £8.000. Ook de Beatus kwam op die manier in het bezit van lord Ashburnham. In 1850 werd Libri in Frankrijk bij verstek veroordeeld tot tien jaar gevangenis en uit het Légion d’honneur gezet, maar hij kon tijdig ontsnappen naar Engeland. De vijfde graaf van Ashburnham moest na het dreigement met rechtszaken de manuscripten van Italiaanse origine afstaan aan de Biblioteca Laurenziana in Firenze in 1884 en die van Franse oorsprong aan de Bibliothèque nationale in Parijs in 1888. De rest van de codices, waarvan de afkomst als correct werd aanzien, werden door de familie Ashburnham verkocht aan Henry Yates Thompson voor £30.000 in 1897. Thompson startte met de verkoop van zijn top 100-manuscripten in 1919. De Beatus werd gekocht door John Pierpont Morgan jr. op de veiling van 3 juni 1919 voor £3.000.

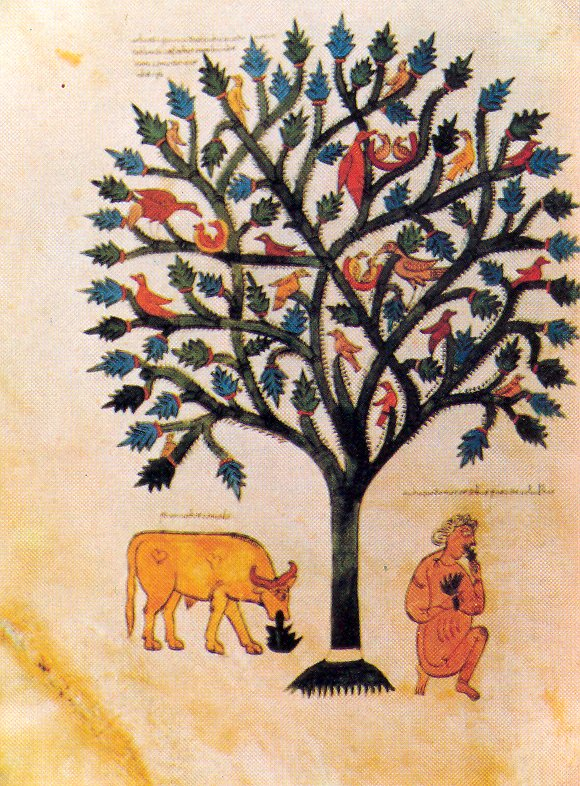
Morgan Beatus, f252v, Miniatuur bij de commentaar op Daniël.

## Inhoud
Het manuscript begint met een decoratieve ruitvormige figuur versierd met bloemmotieven dat een raster bevat waarin in alle richtingen de tekst “s[an]c[t]i micaeli lib[er]” te lezen is, wat erop wijst dat het boek in het bezit was van een abdij gewijd aan Sint-Michael. Daarna volgen portretten van de vier evangelisten zoals in evangeliaria uit die tijd en vervolgens een aantal genealogische tabellen van Bijbelfiguren van Adam en Eva tot Christus. Ze documenteren de vijf eerste tijdperken van de wereldgeschiedenis: van Adam tot Noach, van Noach tot Abraham, van Abraham tot David, van David tot de Babylonische ballingschap en van de ballingschap tot Christus.
Daarna, op folium 10, begint de commentaar van Beatus van Liébana op de Openbaring van Johannes ook de Apocalyps genoemd. Van f234r tot f237r vinden we een tekst van Isidorus van Sevilla (De adfinitatibus et gradibus) gevolgd door een tekst van Hiëronymus op 238v tot 292v (commentaar op Daniël). Het manuscript eindigt met een anonieme bespreking van de Apocalyps en een commentaar op het werk van Beatus (f294r tot f299r).
De tekst werd door Beatus verdeeld over twaalf boeken met tekens een uitgebreide proloog. De Apocalyps zelf is verdeeld in 68 verhalen (storiae) die telkens gevolgd worden door uitgebreide allegorische commentaren waarvoor Beatus gebruik maakte van de teksten van diverse kerkvaders die door Beatus vermeld worden in zijn proloog. Hij putte onder meer uit de werken van Hiëronymus, Augustinus van Hippo, Ambrosius van Milaan, Gregorius de grote, Tycoius van Numidië en Fulgentius van Écija.

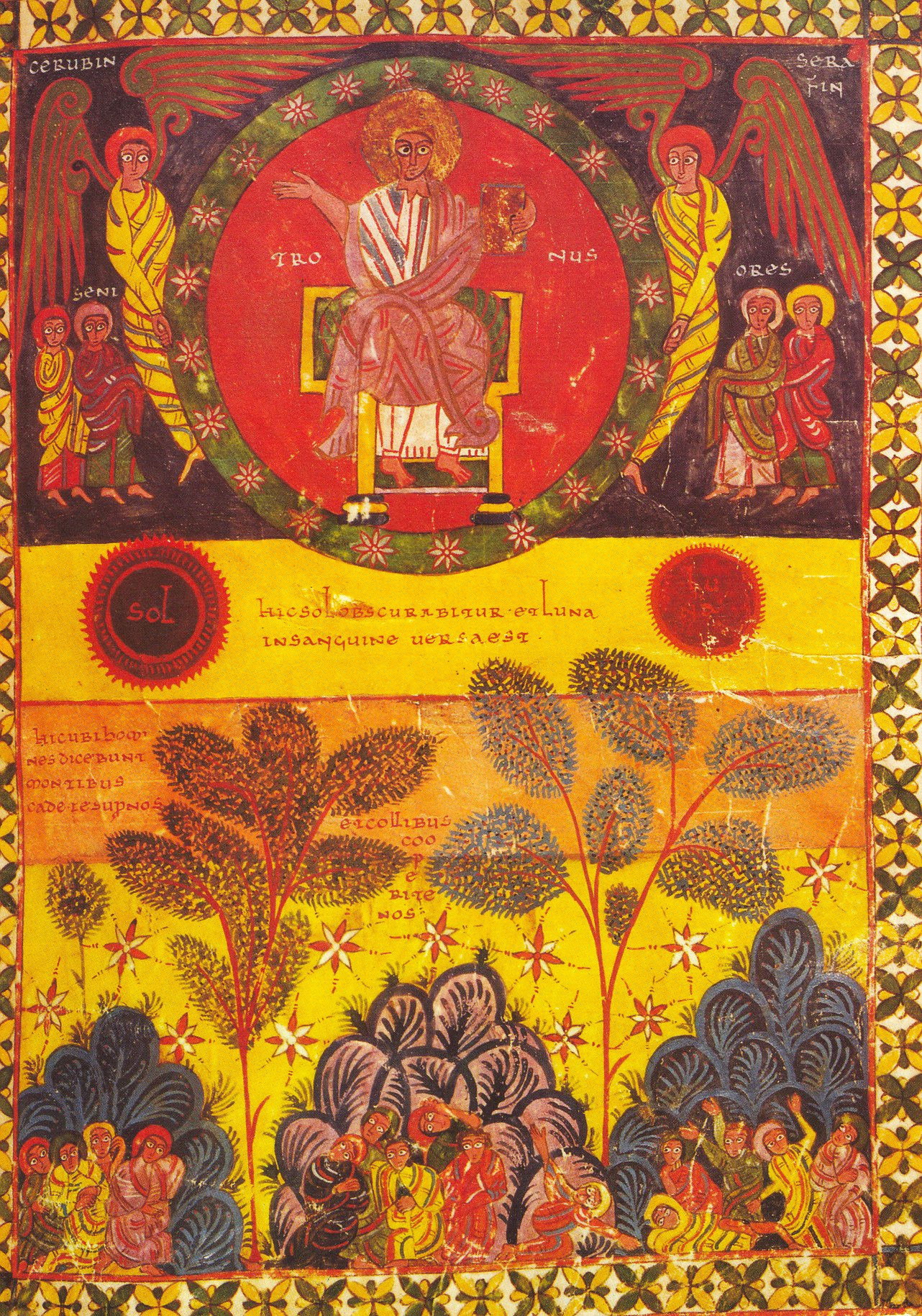
Morgan Beatus, f112, Opening van het zesde zegel.

## Verluchting
Het is echter niet de tekst die de kopieën van het werk ban Beatus beroemd gemaakt heeft, maar wel de ongelofelijke verluchting. Er is minstens een miniatuur voor elke storia die nauw aansluit bij de Bijbelse tekst en die geplaatst worden na de tekstpassages die ze illustreren, wat vrij uniek is; in de meeste handschriften gaat de miniatuur de betrokken tekst vooraf. Sommige van de miniaturen hebben legenda’s die de aandacht vestigen op sommige details van het beeld want in tegenstelling tot veel andere middeleeuwse kunst, zijn deze miniaturen inhoudelijk niet bedoeld voor ongeletterden.
De stijl van de verluchting wordt mozarabisch genoemd, een mengeling van christelijke, joodse en islamitische tradities hoewel in de praktijk joodse en islamitische manuscripten raar of zelden werden verlucht, alleszins niet met afbeeldingen van mensen en dieren. Mozarabische kunst was een kunststijl die ontstond in het deel van het Iberische schiereiland dat door de islamieten werd bezet. De Morgan Beatus ontstond in christelijk gebied en is dus strikt genomen niet mozarabisch. De stijl is trouwens sterk verschillend van de Karolingische werken in Frankrijk en Duitsland. Er zijn uit die periode weinig christelijke Latijnse manuscripten waarmee kan vergeleken worden. De felle primaire kleuren die werden gebruikt en de exotische abstracte patronen in de versieringen doen alleszins denken aan tapijten en metaalwerk van de Maghrebijnse kust van Noord-Afrika, maar de beste overeenkomst kan men vinden met werken uit de Koptische en in het bijzonder met Ethiopische manuscripten.

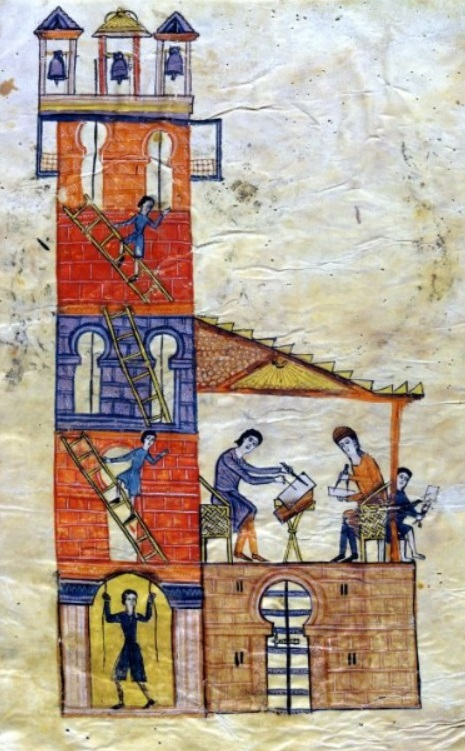
Scriptorium van Tábara op een dertiende-eeuwse kopie van een handschrift uit 970 van de hand van Emeterius, leerling van Maius.

## Miniaturist
Zoals hoger gezegd weten we uit een colofon op f293r dat de schrijver en verluchter Maius noemde en dat hij werkte voor de abdij van Sint-Michael in opdracht van abt Victor (of de abt die victorieus was). Uit een ander exemplaar van de Beatus uit 970, van de hand van de kopiist Emeterius, een leerling en de opvolger van Maius, lezen we in het colofon dat de ‘archipictor’ Maius, scribent van de abdij van San Salvador de Tábara, stierf op 30 oktober 968. Het is zeldzaam dat een scribent en verluchter uit die periode zo duidelijk gedocumenteerd zijn.
In het colofon liet Maius ons ook nog weten dat hij het handschrift niet alleen schreef, maar ook verluchtte met een reeks prenten die de mensen de angst voor het nakende wereldeinde moesten bijbrengen. Het was vrij uitzonderlijk in die tijd dat een scribent dit over zichzelf liet weten, omdat het eigenlijk de standaard procedure was. Het zou kunnen dat hij dit expliciet vermeldde omdat dit het eerste verluchte exemplaar van de tekst van Beatus was, en dat hij daarom wou laten weten dat hij de prenten zelf ontworpen had. Dan volgt er nog een tekst die als datering zou kunnen geïnterpreteerd worden en het handschrift zou situeren tussen 922 en 926, maar dit kadert niet zo goed met de datum van overlijden. De meeste geleerden dateren het handschrift in de periode tussen de jaren 920 en 968.